# مدارس المسار المصري
مدارس المسار المصري هي مدارس أهلية سعودية تابعة لإشراف وزارة التعليم السعودية ولكنها ملتزمة بتدريس المنهج المصري كاملاً طبقاً للمناهج الواردة من وزارة التربية والتعليم المصرية شاملاً مقررات اللغة العربية والتربية الإسلامية والدراسات الاجتماعية المصرية.
ويتم توفير الكتب الدراسية الحكومية المصرية مسئولية المدارس ويتم حصولهم عليها من قطاع الكتب بوزارة التربية والتعليم بجمهورية مصر العربية. ويحذر استخدام نسخ مصورة أو كتب خارجية أو مذكرات مختصرة لضمان حقوق الطلاب التعليمية.
والالتزام باشتراطات وزارة التعليم السعودية والتي تمت الموافقة عليها وعدم التمييز عن باقي طلاب المدارس من حيث المصروفات الدراسية والمعاملة وخلافه. كما إن مدارس المسار المصري تلتزم بدليل التقويم الخاص بالمنهج المصري. وتعد الكتب الدراسية الخاصة بالحكومية المصرية مسئولية المدارس في حين أنه يمكن الحصول عليها من قطاع الكتب بوزارة التربية والتعليم بجمهورية مصر العربية.
وبداية الدراسة كانت في أكثر 13 محافظة ومدينة سعودية، بالتنسيق مع وزارة التربية والتعليم المصرية وإدارة التعليم الأهلى والأجنبي.

## أمثلة مدارس المسار المصري
- مدارس المسار المصري بالرياض
  - مدارس المنهاج الأهلية.
  - مدرسة تضامن السلام العالمية.
  - مدرسة الحياة المضيئهة.
- مدارس المسار المصري بجدة
  - مدرسة السروات الخاصة.
  - مدارس أكاديمية المعارف للبنات.
  - مدارس جيل الفيصل الاهلية.[2]

## شروط الالتحاق بمدارس المسار المصري
1. بيان بدرجات السنة السابقة، يكون معتمداً من المدرسة والإدارة التعليمية التي يتبع لها الطالب.
2. تقديم أصل شهادة الميلاد المصرية الإلكترونية.[4]

أما بالنسبة للالتحاق بالصف الأول الابتدائي يكتفى بأصل شهادة الميلاد المصرية الإلكترونية مع استيفاء شرط السن.